# 우도 라테크
우도 라테크(Udo Lattek, 1935년 1월 16일 ~ 2015년 2월 4일, 동프로이센 젠스부르크(Sensburg, 현 폴란드 므롱고보) 보젬(Bosemb) ~ )는 은퇴한 독일의 축구 선수이자 감독, TV 스포츠캐스터이다.
14개의 메이저 타이틀로, 라텍은 축구계에서 가장 성공적인 감독 중 하나로, 특히 독일 클럽, FC 바이에른 뮌헨에서 성공을 맛보았다. 그는 보루시아 묀헨글라트바흐와 FC 바르셀로나의 감독도 역임하여 중요한 우승을 거두기도 했다. 더 나아가서 그는 보루시아 도르트문트, FC 샬케 04, 1. FC 쾰른의 감독직도 역임하였다. 이탈리아의 조반니 트라파토니와 더불어 라테크는 UEFA 클럽대항전 3가지 타이틀을 모두 가진 유이한 감독으로, 이를 3개의 다른 팀을 역임하며 달성하였다.

## 선수 경력
우도 라텍은 교사가 될 준비를 하면서, SSV 마린하이데, 바이어 04 레버쿠젠, VfR 비퍼퓌르트, VfL 오스나브뤼크에서 축구를 하였다. 1962년, 그가 VfL 오스나브뤼크에 입단하였을 때, 그는 그곳에서 1부리그 (당시 북독일 오베르리가)를 첫 시즌에 뛰었고, 1963년, 오나스브뤼크가 분데스리가 원년 멤버가 되지 못한 뒤, 나머지 시즌을 2부리그에서 보냈다. 그는 선수 시절 중앙 공격수였고, 그는 헤딩 능력을 살려 1962년과 1965년 사이 70경기에서 34골을 득점하였다.
1965년 초, 라텍은 독일 축구 협회 (DFB)에서 일하기 위해 계약을 해지하였고, 그는 청소년 팀을 맡는 것과 동시에, 데트마어 크라머와 더불어 헬무트 쇤의 수석 코치가 되었다. 그는 이후 1966년 FIFA 월드컵에서 서독 축구 국가대표팀의 코칭스태프로 준우승을 거두었다.

## FC 바이에른 뮌헨
1970년 3월, 라텍은 유고슬라비아 출신인 브란코 제베츠의 뒤를 이어 FC 바이에른 뮌헨의 감독이 되었다. 그는 클럽의 스타 프란츠 베켄바워의 추천을 받아 감독이 되었으나, 클럽 감독 경력이 전무하여 논란이 있었다. 프란츠 베켄바워의 수비와 게르트 뮐러의 골 결정력, 제프 마이어의 골키핑 능력이 합쳐져 뮌헨은 강력함을 과시하였다. 라텍은 당시 젊은 신성 파울 브라이트너와 울리 회네스를 1군으로 승격시켜, 뮌헨을 유럽 최강으로 만들었다. 라텍은 1975년까지 뮌헨을 이끌었는데, 그는 뮌헨에서의 5년동안 DFB-포칼을 1회, 분데스리가를 3회 (연속) 우승하였다. 분데스리가 3연패 또한 우도 라텍이 독일 역사상 처음으로 이룬 업적이다. 유러피언컵 1973-74 결승에서 뮌헨은 아틀레티코 마드리드를 상대했는데, 본경기에서 연장전 끝에 1-1로 비긴 뒤, 재경기에서 4-0으로 아틀레티코를 완파하고, 독일 클럽 역사상 최초로 유로피언 컵 우승을 이룩하였다.
서독의 UEFA 유로 1972와 1974년 FIFA 월드컵의 우승 주역에도 6명의 뮌헨 선수가 포함되어 있었다. 1974-75 시즌, 국내대회에서 아무런 타이틀을 얻지 못한 라텍은, 또 베켄바워의 추천을 받은 데트마어 크라머에게 사령탑을 내어 주었다. 우도 라텍은 경질 당시를 회상하며 "빌헬름 노이데커 회장에 말을 걸었을 때 '우리는 변화가 필요하다.'라고 하자 회장은 '맞아, 너는 해고야'라고 대답하였다."라고 언급하였다.

## 보루시아 묀헨글라트바흐
1975-76 시즌을 앞두고, 라텍은 헤네스 바이스바일러의 뒤를 이어 보루시아 묀헨글라트바흐의 감독이 되었고, 그곳에서 4년을 역임하였다. 이 시기에 그는 분데스리가를 2번 우승하였고, 1979년에 UEFA 컵을 FK 츠르베나 즈베즈다를 결승에서 꺾으며 획득하였다. (1-1, 1-0) 묀헨글라트바흐는 그의 지도 하에 3연패를 달성하던 도중 2번째 3번째 우승을 기록하였지만, 1977-78 시즌에는 1. FC 쾰른에 승점과 득점이 동률이었지만 3실점을 더 하여 쾰른에게 우승을 내주고 리그 4연패에 실패하였다. 아이러니하게도, 당시 1. FC 쾰른의 감독은 전 묀헨글라트바흐 감독인 헤네스 바이스바일러였다.
1977년, 묀헨글라트바흐는 유러피언 컵 결승에 처음으로 도달하였지만, 로마에서 열린 결승전에서 리버풀 FC에 1-3으로 패하였다. 리버풀은 인터콘티넨털컵 진출권을 묀헨글라트바흐에 양보하였고, 인터콘티넨털컵에서 남아메리카의 챔피언 보카 주니어스를 상대하였다. 1차전에서의 2-2 원정 무승부 이후, 묀헨글라트바흐는 1978-79 시즌의 카를스루에 SC와의 연습 경기에서 0-3으로 패하였다. 시즌 종료 후, 라텍은 묀헨글라트바흐를 떠나 보루시아 도르트문트에서 평범한 두 시즌을 보냈다. 묀헨글라트바흐 시절, 팀 내에는 전설적인 공격수 유프 하인케스 (리그 375경기 출장, 226골 득점 / 유럽대항전 64경기 출장, 51골 득점) 가 있었다. 하인케스 외에도 덴마크의 위대한 공격수 알란 시몬센, 베르티 포크츠, 라이너 본호프, 울리 슈틸리케, 헤르베르트 비머가 팀에 있었고, 묀헨글라트바흐에서도 위대한 선수들과 4년을 함께하였다.

## FC 바르셀로나
1981년, 그는 엘레니오 에레라의 뒤를 이어 라 리가의 FC 바르셀로나 감독이 되었다. 그는 바르셀로나에 부임하면서 UEFA 컵위너스컵을 1982년에 결승에서 스탕다르 리에주를 2-1로 꺾으며 들어올렸다. 바르셀로나는 당시 미겔리, 호세 라몬 알렉상코, 카를레스 렉사치, 후안 마누엘 아센시, 키니가 팀 내에 있었고, 전 묀헨글라트바흐 동료 베른트 슈스터, 알란 시몬센과 재회하였다. 두 번째 시즌에는 디에고 마라도나가 22세의 나이로, 기록적인 이적료에 합류하였다. 그러나, 바르셀로나는 국내 대회에서 별다른 성공을 거두지 못하였고, 아르헨티나의 1978년 FIFA 월드컵 우승을 이끌었던 세사르 루이스 메노티가 그의 후임이 되었다.

## FC 바이에른 뮌헨으로의 복귀
라텍은 그의 전 선수였던 울리 회네스에 의해 친정팀 FC 바이에른 뮌헨의 감독으로 다시 부임하였다. 당시 뮌헨은 헝가리인 감독 체르너이 팔이 떠난 뒤 공석이었다. 그는 감독을 맡은 이듬해, DFB-포칼을 들어올렸고, 1986년에는 독일 역사상 4번째의 국내 더블을 달성하였다. 1987년 고별을 앞두고 치른 유러피언컵 1986-87 결승에서 FC 포르투에 1-2로 패하면서 뮌헨은 4번째 빅이어 사냥에 실패하였다. 그는 바이에른 뮌헨에서의 2번째 임기를 카를하인츠 루메니게, 로타어 마테우스, 클라우스 아우겐탈러, 디터 회네스, 덴마크의 미드필더 쇠렌 레르뷔, 벨기에 골키퍼 장마리 파프와 성공을 이룩하였다. 묀헨글라트바흐에서 그의 선수로 있었던 유프 하인케스는 그의 뮌헨 후임감독이 되었다.

## FC 샬케 04와 1. FC 쾰른
이후 라텍은 감독직을 4년간 그만두었다. 1991년 라텍은 1. FC 쾰른의 감독으로 1경기 부임하였고, 이 경기는 FC 바이에른 뮌헨과의 1-1 무승부였다. 그는 잔여 시즌 동안 클럽의 기술 고문이 되었다. 1992년, 그는 시즌 전반기를 앞두고 FC 샬케 04와 6개월 계약을 체결하였다. 그는 FC 바이에른 뮌헨과의 마지막 원정 경기에서 1-1로 비겼다.

## 보루시아 도르트문트
이후 라텍은 공식 은퇴를 선언하고 디 벨트 (Die Welt)의 TV 중계자와 신문 컬럼가로 일하였다. 그리고 그는 격주로 발행되는 스포츠 잡지 회사인 키커 (Kicker) 에서도 일하였다. 비슷한 시기, 보루시아 도르트문트가 UEFA 챔피언스리그 1996-97 우승을 하고, 3년 뒤 1999-2000 시즌에 5경기가 남은 상황에서 강등권과 1점차로 위기에 처하였다. 라텍은 65세의 나이에 €250,000의 계약을 체결하였고, 그는 보루시아 도르트문트의 구세주로 지목되었다. 그는 또다시 기적을 연출해냈다. 2승 2무 1패로 (1패는 FC 바이에른 뮌헨전), 도르트문트는 1 분데스리가에 잔류하였다. 그의 마지막 경기는 헤르타 BSC 베를린과의 원정경기로, 75,000명의 관중이 도르트문트의 3-0 승리를 현장에서 보았다. 이후 마티아스 자머가 그의 감독이 되었는데, 그는 2년 후 34세의 나이로 분데스리가를 우승한 최연소 감독이 되었다.
라텍은 쾰른에 거주했으며, 맥주에 대한 사랑을 과시했다. ("모든 감독은 마시는 것을 좋아한다") 독일 TV의 DSF 채널에서 해설가로 일했다. 2015년 2월 4일 지병인 파킨슨병과 치매로 투병 생활을 하던 중에 향년 81세를 일기로 타계했다.

## 경력 합계

### 선수
- SSV 마린하이데
- 바이어 04 레버쿠젠
- VfR 비퍼퓌르트
- VfL 오스나브뤼크

### 감독
| 연도    | 클럽                    | 타이틀                                                                                   |
| ------- | ----------------------- | ---------------------------------------------------------------------------------------- |
| 1965-70 | 독일 축구 협회          |                                                                                          |
| 1970-75 | FC 바이에른 뮌헨        | DFB-포칼 1회 (1971) 분데스리가 3회 (1971-72, 1972-73, 1973-74) 유러피언 컵 1회 (1973-74) |
| 1975-79 | 보루시아 묀헨글라트바흐 | 분데스리가 2회 (1975-76, 1976-77) UEFA 컵 1회 (1978-79)                                  |
| 1979-81 | 보루시아 도르트문트     |                                                                                          |
| 1981-83 | FC 바르셀로나           | UEFA 컵 위너스컵 1회 (1981-82)                                                           |
| 1983-87 | FC 바이에른 뮌헨        | 분데스리가 3회 (1984-85, 1985-86, 1986-87) DFB-포칼 2회 (1983-84, 1985-86)               |
| 1991    | 1. FC 쾰른              |                                                                                          |
| 1992    | FC 샬케 04              |                                                                                          |
| 2000    | 보루시아 도르트문트     |                                                                                          |

### 개인
- 독일 축구 명예의 전당 : 2021
- 독일 축구 문화 아카데미 상 : 2010
- 슈포르트빌트 평생 공로상 : 2011
- ESPN 역대 최고의 감독 19위
- 프랑스풋볼 역대 최고의 감독 30위
- 월드사커 역대 최고의 감독 36위